# A Teacher
A Teacher es una miniserie de televisión web de drama estadounidense producida por FX y lanzada originalmente para Hulu como parte de FX on Hulu. La miniserie es creada por Hannah Fidell y está basada en la película del mismo nombre. La miniserie esta protagonizada por Kate Mara y Nick Robinson. Se estrenó el 10 de noviembre de 2020.

## Premisa
A Teacher sigue a Claire, la nueva maestra de Westerbrook High School, la cual queda insatisfecha con su matrimonio con su novio de la universidad Matt Mitchell, distante de su hermano Nate y desesperada por una conexión, rápidamente se hace amiga de su compañera maestra, Kathryn Sanders. La vida de Claire cambia cuando Eric, un chico encantador que es el capitán del equipo de fútbol y un estudiante de último año en su clase de inglés, pide ayuda para prepararse para su examen SAT. Todo parece perfecto en la superficie, pero Eric se ve obligado a hacer malabarismos con las presiones de la escuela, postularse para la universidad y un trabajo a tiempo parcial, todo mientras ayuda a cuidar a sus dos hermanos menores para que su madre pueda apoyar a la familia. A medida que Claire y Eric comienzan a pasar más tiempo juntos, se cruzan loses y comienza un juego sutil de manipulación. El daño permanente provocado a raíz de las decisiones de Claire se vuelve imposible de ignorar para ellos, sus amigos y familiares».

## Elenco

### Principal
- Kate Mara como Claire, una popular joven profesora de inglés de secundaria de unos 30 años que se involucra en una relación ilícita con uno de sus alumnos, Eric Walker.
- Nick Robinson como Eric, un popular estudiante de último año de secundaria cuya relación sexual con su maestra tiene implicaciones para toda la vida.
- Ashley Zukerman como Matt, El esposo cariñoso y comprensivo de Claire, con un encanto juvenil y un lado creativo que ha estado reprimiendo durante años.
- Marielle Scott como Kathryn, una profesora de francés en Westerbrook y la nueva amiga de Claire.
- Shane Harper como Logan, el hermano menor de Cody.
- Adam David Thompson como Nate, un exmilitar y actual oficial de policía que es el hermano mayor de Claire, un buen tipo que finge ser duro porque el trabajo lo requiere.

### Recurrente
- Rya Kihlstedt como Sandy, la madre de Eric, de clase trabajadora, que ha estado sola toda su vida.
- M. C. Gainey como Wyatt Wilson, el padre de Claire y Nate.
- Camila Perez como Alison, la socialmente consciente y bien intencionada exnovia de Eric.
- Cameron Moulène como Cody, un chico de la fraternidad y el hermano mayor de Logan.
- Ciara Bravo como Mary
- Charlie Zeltzer como Phil Walker, El hermano menor de Eric.
- Devon Bostick como Ryan
- Grace Gummer como Chloe

## Episodios
| N.º | Título       | Dirigido por        | Escrito por                   | Fecha de lanzamiento original | Código de prod. |
| --- | ------------ | ------------------- | ----------------------------- | ----------------------------- | --------------- |
| 1 | «Episode 1»  | Hannah Fidell       | Hannah Fidell                 | 10 de noviembre de 2020       | 101             |
| Claire Wilson, de 32 años, empieza su nuevo trabajo como profesora en un instituto local en un pequeño pueblo de Texas. A pesar de haber empezado de nuevo y de haber conocido a sus estudiantes y compañeros de clase, Claire no está satisfecha con su matrimonio y su vida sexual, ni con el hecho de que ella y su esposo Matt no hayan podido tener un hijo desde que se casaron. Se hace amiga de uno de sus estudiantes, un popular estudiante de último año de secundaria llamado Eric Walker que es capitán del equipo de fútbol de la escuela, tiene muchos amigos y recientemente ha roto con su novia Allison. Claire le revela su relación infeliz con su esposo y sus otros problemas personales a Eric, quien a su vez le cuenta los problemas de su propia familia, que incluyen trabajar en un trabajo extraescolar para poder pagar las facturas y ayudar a su madre soltera a cuidar de sus dos hermanos menores. Claire acepta ser la tutora de Eric para el SAT. A medida que crece su amistad, Claire se siente atraída por Eric y éste comienza a desarrollar sentimientos por su profesora. |              |                     |                               |                               |                 |
| 2 | «Episode 2»  | Hannah Fidell       | Hannah Fidell                 | 10 de noviembre de 2020       | 102             |
| Eric asiste a una fiesta en la casa de su amigo Logan, donde se reúne con su exnovia Allison, pero la fiesta es interrumpida por la policía. Al notar que el policía que recoge su información es el hermano de Claire, Nate, Eric puede persuadirlo de que llame a Claire para que lo recoja; Claire consigue que deje pasar la citación de Eric. Matt gasta sus ahorros y los de Claire en equipos de música, lo que crea una tensión entre la pareja. En lugar de la sesión de estudio del SAT del sábado, Claire lleva a Eric de gira por la Universidad de Texas, donde son invitados a una fiesta de fraternidad por el hermano de Logan, Cody, en la que Eric y Claire casi se besan. Claire ignora un texto de Eric, pero acepta su petición de seguimiento de Instagram. En la escuela, Eric besa a Claire. |              |                     |                               |                               |                 |
| 3 | «Episode 3»  | Hannah Fidell       | Andrew Neel                   | 10 de noviembre de 2020       | 103             |
| Claire, enfadada con Eric por besarla, se niega a ser su tutora, pero él la convence de que continúe. Mientras pasa el rato con Logan y Cody, Cody pregunta por Claire, haciendo que Eric mienta para protegerlos a ambos. Eric le pide a Allison que vaya con él al baile de bienvenida de la escuela, lo cual ella acepta, mientras que Logan lleva a la hermana de su amigo mutuo, Josh, a Mary, lo que enfurece a Josh. Matt comienza a presionar a Claire para que intente la fecundación in vitro para iniciar su familia, lo que crea más tensión. Después de que Eric se salta la sesión de tutoría, Claire se enfrenta a él en el baile. Él admite que sueña con ella y que no puede controlarse a su alrededor. Claire le dice que vuelva a entrar, pero después de compartir miradas de anhelo, Eric y Claire se van juntos y tienen relaciones sexuales en la parte trasera del auto de Claire. |              |                     |                               |                               |                 |
| 4 | «Episode 4»  | Gillian Robespierre | Ruby Rae Spiegel              | 17 de noviembre de 2020       | 104             |
| Después de tener sexo por primera vez, Eric y Claire se conectan una vez más, donde la pareja establece las reglas básicas de su relación, incluyendo la confidencialidad y sólo se conectan los lunes. Matt nota que Claire actúa de forma extraña, pero ella disipa sus sospechas iniciando el sexo con él. Eric se enfrenta a Logan, Josh y Allison en cuanto a por qué se fue temprano del baile, y los tres ven que está mintiendo. Logan expresa sus sentimientos por Mary a Eric. Claire sale de copas con su amiga la profesora Kathryn, donde nota un chupón en el cuello de Claire. Claire le envía a Eric una foto escandalosa y, rompiendo sus reglas, programa una cita con Eric; Eric, que está cuidando a sus hermanos mientras su madre tiene una cita, deja a los niños al cuidado de una chica del vecindario. Eric le dice a Claire que se preocupa de verdad por ella y que quiere algo más que citas, y Claire le devuelve esos sentimientos. Eric regresa a casa donde está su madre, revelando que su hermano menor se quemó mientras no estaba. A pesar de ello, se mira en el espejo de la misma manera que lo hizo después de haber estado con Claire por primera vez. |              |                     |                               |                               |                 |
| 5 | «Episode 5»  | Andrew Neel         | Rosa Handelman                | 24 de noviembre de 2020       | 105             |
| Eric y Claire pasan un fin de semana en un rancho alquilado para celebrar el cumpleaños de Eric, donde se relacionan sobre sus respectivas infancias creciendo sin un padre. Eric está disgustado porque Claire espera que la relación termine, y se lamenta de que su relación tenga que ser secreta; se profesan su amor mutuo y tienen relaciones sexuales. Claire va a un bar en el que Matt y su banda dan su primer concierto. Kathryn roba alcohol del bar y lo bebe fuera con Claire, donde deduce que Claire tiene una aventura. Obligada por Kathryn, Claire revela que tiene una aventura con Eric. A pesar de los intentos de Claire de justificar su relación, Kathryn le dice a Claire que no tiene más remedio que denunciarla y se va, dejando a Claire aterrorizada. |              |                     |                               |                               |                 |
| 6 | «Episode 6»  | Gillian Robespierre | Andrew Neel                   | 1 de diciembre de 2020        | 106             |
| El informe se archiva, y la policía aparece en la casa de Eric, donde les cuenta todo. Se reúne con Logan y Josh, pero sale corriendo. Claire revela su aventura a Matt, que busca el consejo del hermano de Claire, Nate. Mientras está desconsolado y enfadado, Matt declara a Claire su intención de salvar su matrimonio. Mientras cena, Claire se marcha abruptamente para reunirse con Eric, quien le sugiere que huyan juntos, lo que ella acepta. En un motel, Claire recibe una llamada de Nate que le dice que la policía puede considerar su huida como un secuestro. Claire y Eric tienen sexo estando ebrios, pero después de ver las llamadas perdidas y los mensajes de Logan, Josh y su madre, Eric deja el motel en medio de la noche. Llega a la mañana siguiente donde se reúne con su madre con lágrimas en los ojos. Despertando para descubrir que Eric se había ido, Claire conduce de vuelta a la ciudad y entra en el departamento de policía. |              |                     |                               |                               |                 |
| 7 | «Episode 7»  | Andrew Neel         | Boo Killebrew                 | 8 de diciembre de 2020        | 107             |
| Después de empezar la universidad en UT, la fraternidad de Cody Omega Kappa Beta sugiere que el estudiante de primer año Eric se apresure por ellos. Uno de los miembros menciona la relación entre Eric y Claire, donde se revela que Claire fue enviada a la cárcel del condado. En otra fiesta, Eric está en la cama con una estudiante cuando ella le dice a Eric que lo reconoce por el escándalo de los profesores. Mientras almuerza con Cody, Eric habla de la situación de Claire y muestra su arrepentimiento por haberla convencido de que se fuera de la ciudad con él. De vuelta en su dormitorio, Eric realiza una búsqueda en Google sobre Claire y su madre le informa de que Claire será liberada pronto. La madre de Eric intenta convencerlo de que busque asesoramiento, pero Eric se niega a hablar de ello y se va frustrado. Luego va a ver a la estudiante con la que se enrolló, sólo para que ella le pida disculpas por haber sacado a relucir el escándalo de la profesora, revelando que es feminista, y quiere tomarse las cosas con calma con él ya que es una víctima. Eric se siente frustrado por su sugerencia y la aleja, diciéndole que ella es su botín y nada más. Durante el compromiso de Omega Kappa Beta, los miembros sacan a una bailarina exótica llamada Karen que se burla de Eric con los comentarios de los profesores. Eric sale corriendo incómodo de la promesa hacia sus dormitorios y pasa por delante de Micah en el pasillo que pregunta si Eric querría probar los hongos. Mientras los dos entablan una conversación en la que discuten sobre sus propios problemas personales, Eric le revela a Micah que todavía siente algo por Claire y que la extraña terriblemente. |              |                     |                               |                               |                 |
| 8 | «Episode 8»  | Hannah Fidell       | Rosa Handelman                | 15 de diciembre de 2020       | 108             |
| Nate y su padre Wyatt recogen a Claire de la cárcel del condado, y Wyatt habla de su distanciamiento pero propone estar más cerca de Claire. Revelando que Matt había solicitado el divorcio, Nate permite que Claire se quede a dormir en su casa y la anima a buscar pronto un trabajo. Lisa, la esposa de Nate, se reúne con Claire en la casa, pero se siente incómoda a su alrededor y se desmarca de los límites cuando los hijos de Lisa saludan a Claire con un abrazo. En una tienda con la esperanza de conseguir un trabajo, Claire es reconocida por la madre de Logan, Victoria, que hace evidente el escándalo de Claire llamándola «depredadora sexual». En su casa, Claire realiza una búsqueda en Google sobre sí misma y se frustra aún más cuando Nate y Lisa hablan de la desafortunada búsqueda de trabajo de Claire. Lisa se va enfadada y Claire expresa su frustración a Nate, en la que Nate refuta racionalmente su argumento. En su cama, Claire recibe un mensaje de texto de Eric para reunirse, y a regañadientes le permite visitarla. Los dos confiesan su arrepentimiento y reavivan el tiempo perdido, pero Claire pone fin a todo entre ellos y advierte a Eric que se mantenga alejado y siga adelante con su vida sin ella, revelando que esto pondría en peligro su libertad condicional. Un devastado Eric se marcha para siempre, y Claire hace las maletas para quedarse con su padre en lugar de la casa de Nate debido a sus problemas con él y su esposa Lisa. |              |                     |                               |                               |                 |
| 9 | «Episode 9»  | Hannah Fidell       | Boo Killebrew                 | 22 de diciembre de 2020       | 109             |
| Claire empieza a trabajar en la tienda de envíos de su padre Wyatt, y empieza a usar Tinder, enganchándose a su cita. Termina su divorcio con Matt, quien expresa su enojo con ella. Claire vuelve a engancharse con su cita, pidiéndole que la golpee; lo hace, provocando finalmente que sangre. Claire se va después de que él se niega a seguir golpeándola. Más tarde se enfada con Wyatt por intentar ayudarla, pero él la anima a superar su situación. Eric ha sido puesto en libertad condicional académica, y es llevado a cenar por su compañero de cuarto Ryan. Eric permanece en el bar donde se encuentra con una despedida de soltera, que intenta que su amiga soltera Chloe se conecte con Eric. Después de la fiesta, Eric baila con Chloe, que se echa a llorar; ella explica que recientemente ha salido de una relación a largo plazo que se dio cuenta de que no era saludable. Habiendo resonado esas palabras con él, Eric se va a casa a la mañana siguiente, admitiendo ante su madre que necesita ayuda. |              |                     |                               |                               |                 |
| 10 | «Episode 10» | Hannah Fidell       | Hannah Fidell & Dana Kitchens | 29 de diciembre de 2020       | 110             |
| Diez años después, Claire se ha vuelto a casar y tiene dos hijas, y vive en Houston. Eric dirige retiros terapéuticos en la naturaleza y hace un viaje de dos días a Austin para asistir a la reunión de su instituto. Eric se encuentra con Claire en una tienda de comestibles, dejando a ambos conmocionados. En la reunión, Eric se reencuentra con Logan y Josh; también se reencuentra con Alison, y ambos se enrollan en la habitación de hotel de ella. Claire envía un mensaje de texto a Eric invitandolo a cenar. En el restaurante, la conversación es tensa, y Eric no tarda en revelar los sentimientos enconados que tiene ahora por Claire, diciendo que se culpó durante años antes de darse cuenta de que Claire se aprovechó de él. Claire se muestra arrepentida y se disculpa varias veces por haber violado su papel de educadora, y revela que la gente todavía la juzga por lo que pasó con él, pero Eric le dice que está siendo egocéntrica. Poniéndose de pie, dice que ambos tienen que vivir con lo que pasó, y luego abandona abruptamente el restaurante a pesar del intento de ella de detenerlo. |              |                     |                               |                               |                 |

## Producción

### Desarrollo
En febrero de 2014, se reveló que la película de Fidell A Teacher sería adaptada para la televisión por HBO. Fidell escribiría y produciría la serie junto con Danny Brocklehurst. Kate Mara que protagoniza la serie también servirá como productora ejecutiva, mientras que Fidell también dirigirá la serie, y se anunció que la miniserie fue trasladada a FX en lugar de HBO. En noviembre de 2019, se anunció que la miniserie se estrenaría en Hulu en lugar de FX, como parte de «FX on Hulu». Keegan DeWitt será el compositor de la miniserie. La miniserie se estrenará el 10 de noviembre de 2020 lanzando los tres primeros episodios y el resto de episodios se lanzarán semanalmente.

### Casting
En agosto de 2018, se anunció que Kate Mara y Nick Robinson se habían unido al elenco principal de la miniserie. En septiembre de 2019, se anunció que Ashley Zukerman, Marielle Scott, Shane Harper y Adam David Thompson se habían unido al elenco principal de la miniserie, mientras que Rya Kihlstedt, Camila Perez, Cameron Moulène y Ciara Bravo se unieron al elenco recurrente.

### Rodaje
El rodaje de la miniserie comenzó en agosto de 2019 en Calgary, Canadá, y finalizó en octubre de 2019.

## Lanzamiento

### Distribución
En España se lanzará el 11 de noviembre de 2020 en HBO España.
A nivel internacional, el programa estará disponible en exclusiva en Star, el centro de entretenimiento dentro de Disney+ a partir del 23 de febrero de 2021 como un Star Original. y En Latinoamérica la serie se estrenó el 31 de agosto en Star+.

## Recepción
En Rotten Tomatoes la miniserie tiene un índice de aprobación del 70%, basado en 20 reseñas, con una calificación promedio de 6.13/10.  En Metacritic, tiene un puntaje promedio ponderado de 60 sobre 100, basada en 21 reseñas, lo que indica «críticas generalmente favorables».
Kristen Baldwin de Entertainment Weekly le dio una B a la miniserie y escribió: «La televisión es un medio que nos permite convivir con los personajes; en cambio, A Teacher nos da un rollo destacado de convalecencia psíquica, antes de terminar con una nota de cierre demasiado simplificada».